# Enguterothrix simpulum
Espèce
Synonymes
- Apophygone simpulum Tanasevitch, 2014

Enguterothrix simpulum est une espèce d'araignées aranéomorphes de la famille des Linyphiidae.

## Distribution
Cette espèce se rencontre en Thaïlande, au Viêt Nam, en Malaisie orientale et en Indonésie à Bali.

## Description
Le mâle holotype mesure 1,33 mm et la femelle paratype 1,40 mm.

## Systématique et taxinomie
Cette espèce a été décrite sous le protonyme Apophygone simpulum par Tanasevitch en 2014. Elle est placée dans le genre Enguterothrix par Tanasevitch en 2016.

## Publication originale
- Tanasevitch, 2014 : « On the linyphiid spiders from Thailand and West Malaysia (Arachnida: Aranei: Linyphiidae). » Arthropoda Selecta, vol. 23, no 4, p. 393-414 (texte intégral).